# Sheridan Gibney
Sheridan Gibney (11 giugno 1903 – 12 aprile 1988) è stato uno sceneggiatore e drammaturgo statunitense.

## Carriera
Sheridan Gibney frequentò l'Amherst College, dalla quale ricevette un M.A. onorario. Fu poi istruttore agli Hobart and William Smith Colleges. Nel 1931 entrò nel mondo del cinema, sebbene si considerasse più un drammaturgo che uno sceneggiatore, appassionato soprattutto alla commedia della Restaurazione. Nel 1937 vinse due premi Oscar, condivisi con Pierre Collings, per il miglior soggetto e la migliore sceneggiatura non originale del film La vita del dottor Pasteur. Divenne successivamente per due volte presidente dello Screen Writers Guild. In quanto membro della League of American Writers, il suo nome venne inserito nella lista nera di Hollywood. Jack Warner in seguito ritrattò l'affermazione che fosse un comunista e Gibney aveva proposto al gruppo di criticare le azioni sovietiche contro la Finlandia, sebbene alla fine la sua idea fosse stata respinta all'unanimità. Negli ultimi anni della sua vita lavorò soprattutto per la televisione.

## Premi e riconoscimenti
Premio Oscar
- 1937 - Miglior soggetto per La vita del dottor Pasteur
- 1937 - Migliore sceneggiatura non originale per La vita del dottor Pasteur